# Писма светом Николају (филм)
Писма светом Николају (пољ. Listy do M.) је пољска, романтична комедија из 2011. у режији словеначког редитеља Митје Окорна. Радња се састоји од неколико паралелних заплета, који се одигравају у Варшави на Бадњи дан. Филм је великим делом настао инспирисан британским филмом У ствари љубав из 2003.

## Сажетак
Град Варшава пред Божић. Миколај ради као диџеј на радију, коме пре Божића зову људи и дају коментаре и причају о својим проблемима. Миколај са својим изјавама даје утјеху свима којима је дан за Божић тежак јер немају никога са ким могу провести божићну ноћ, иако је сам удовац са младим сином Костеком. Радио позове девојка, која је пуна проблема и не воли празник. На крају ће се срести и заједно провести божићну ноћ.
Заједно иде паралелна прича неколикко породица, које имају тежак дан (или прошлост), које након чудних дешавања на крају сви сложно славе божићну ноћ.

## Улоге
| Глумац                     | Улога     |
| -------------------------- | --------- |
| Мацеј Штур                 | Миколај   |
| Рома Гоншчеровска-Журавска | Дорис     |
| Томаш Карољак              | Мелхиор   |
| Агнешка Дигант             | Карина    |
| Петар Адамчик              | Стефан    |
| Војцех Маљајкат            | Војчех    |
| Агнешка Вагнер             | Магложата |
| Јулија Вроблевска          | Тосја     |
| Леонард Петрашак           | Флоријан  |
| Беата Тишкевич             | Малина    |